# Psaume 44 (43)

Psaume 44 aus einem Psautier Büchlein von 1499

Le psaume 44 (43 selon la numérotation grecque) est un psaume de lamentation.

## Texte
| 1  | לַמְנַצֵּחַ לִבְנֵי-קֹרַח מַשְׂכִּיל.                                                                 | Au chef des chantres. Des fils de Koré. Cantique. | in finem filiis Core ad intellectum |
| 2  | ב אֱלֹהִים, בְּאָזְנֵינוּ שָׁמַעְנוּ-- אֲבוֹתֵינוּ סִפְּרוּ-לָנוּ:פֹּעַל פָּעַלְתָּ בִימֵיהֶם, בִּימֵי קֶדֶם.                  | Ô Dieu ! nous avons entendu de nos oreilles, nos pères nous ont raconté les œuvres que tu as accomplies de leur temps, aux jours d’autrefois.                                                            | Deus auribus nostris audivimus patres nostri adnuntiaverunt nobis opus quod operatus es in diebus eorum in diebus antiquis                                           |
| 3  | ג אַתָּה, יָדְךָ גּוֹיִם הוֹרַשְׁתָּ-- וַתִּטָּעֵם;תָּרַע לְאֻמִּים, וַתְּשַׁלְּחֵם.                                      | De ta main tu as chassé des nations pour les établir, tu as frappé des peuples pour les étendre. | manus tua gentes disperdit et plantasti eos adflixisti populos et expulisti eos                                                                                      |
| 4  | ד כִּי לֹא בְחַרְבָּם, יָרְשׁוּ אָרֶץ, וּזְרוֹעָם, לֹא-הוֹשִׁיעָה-לָּמוֹ:כִּי-יְמִינְךָ וּזְרוֹעֲךָ, וְאוֹר פָּנֶיךָ-- כִּי רְצִיתָם. | Car ce n’est point par leur épée qu’ils se sont emparés du pays, ce n’est point leur bras qui les a sauvés ; mais c’est ta droite, c’est ton bras, c’est la lumière de ta face, parce que tu les aimais. | nec enim in gladio suo possederunt terram et brachium eorum non salvavit eos sed dextera tua et brachium tuum et inluminatio faciei tuae quoniam conplacuisti in eis |
| 5  | ה אַתָּה-הוּא מַלְכִּי אֱלֹהִים; צַוֵּה, יְשׁוּעוֹת יַעֲקֹב.                                               | Ô Dieu ! tu es mon roi : Ordonne la délivrance de Jacob ! | tu es ipse rex meus et Deus meus qui mandas salutes Iacob |
| 6  | ו בְּךָ, צָרֵינוּ נְנַגֵּחַ; בְּשִׁמְךָ, נָבוּס קָמֵינוּ.                                                   | Avec toi nous renversons nos ennemis, avec ton nom nous écrasons nos adversaires. | in te inimicos nostros ventilabimus cornu et in nomine tuo spernemus insurgentes in nobis                                                                            |
| 7  | ז כִּי לֹא בְקַשְׁתִּי אֶבְטָח; וְחַרְבִּי, לֹא תוֹשִׁיעֵנִי.                                                | Car ce n’est pas en mon arc que je me confie, ce n’est pas mon épée qui me sauvera ; | non enim in arcu meo sperabo et gladius meus non salvabit me |
| 8  | ח כִּי הוֹשַׁעְתָּנוּ, מִצָּרֵינוּ; וּמְשַׂנְאֵינוּ הֱבִישׁוֹתָ.                                                | Mais c’est toi qui nous délivres de nos ennemis, et qui confonds ceux qui nous haïssent. | salvasti enim nos de adfligentibus nos et odientes nos confudisti |
| 9  | ט בֵּאלֹהִים, הִלַּלְנוּ כָל-הַיּוֹם; וְשִׁמְךָ, לְעוֹלָם נוֹדֶה סֶלָה.                                        | Nous nous glorifions en Dieu chaque jour, et nous célébrerons à jamais ton nom.Pause | in Deo laudabimur tota die et in nomine tuo confitebimur in saeculum diapsalma                                                                                       |
| 10 | י אַף-זָנַחְתָּ, וַתַּכְלִימֵנוּ; וְלֹא-תֵצֵא, בְּצִבְאוֹתֵינוּ.                                              | Cependant tu nous repousses, tu nous couvres de honte, tu ne sors plus avec nos armées ; | nunc autem reppulisti et confudisti nos et non egredieris in virtutibus nostris                                                                                      |
| 11 | יא תְּשִׁיבֵנוּ אָחוֹר, מִנִּי-צָר; וּמְשַׂנְאֵינוּ, שָׁסוּ לָמוֹ.                                            | Tu nous fais reculer devant l’ennemi, et ceux qui nous haïssent enlèvent nos dépouilles. | avertisti nos retrorsum post inimicos nostros et qui oderunt nos diripiebant sibi                                                                                    |
| 12 | יב תִּתְּנֵנוּ, כְּצֹאן מַאֲכָל; וּבַגּוֹיִם, זֵרִיתָנוּ.                                                  | Tu nous livres comme des brebis à dévorer, tu nous disperses parmi les nations. | dedisti nos tamquam oves escarum et in gentibus dispersisti nos |
| 13 | יג תִּמְכֹּר-עַמְּךָ בְלֹא-הוֹן; וְלֹא-רִבִּיתָ, בִּמְחִירֵיהֶם.                                              | Tu vends ton peuple pour rien, tu ne l’estimes pas à une grande valeur. | vendidisti populum tuum sine pretio et non fuit multitudo in commutationibus nostris                                                                                 |
| 14 | יד תְּשִׂימֵנוּ חֶרְפָּה, לִשְׁכֵנֵינוּ; לַעַג וָקֶלֶס, לִסְבִיבוֹתֵינוּ.                                        | Tu fais de nous un objet d’opprobre pour nos voisins, de moquerie et de risée pour ceux qui nous entourent ;                                                                                             | posuisti nos obprobrium vicinis nostris subsannationem et derisum his qui in circuitu nostro                                                                         |
| 15 | טו תְּשִׂימֵנוּ מָשָׁל, בַּגּוֹיִם; מְנוֹד-רֹאשׁ, בַּלְאֻמִּים.                                               | tu fais de nous un objet de sarcasme parmi les nations, et de hochements de tête parmi les peuples. | posuisti nos in similitudinem gentibus commotionem capitis in populis                                                                                                |
| 16 | טז כָּל-הַיּוֹם, כְּלִמָּתִי נֶגְדִּי; וּבֹשֶׁת פָּנַי כִּסָּתְנִי.                                               | Ma honte est toujours devant moi, et la confusion couvre mon visage, | tota die verecundia mea contra me est et confusio faciei meae cooperuit me                                                                                           |
| 17 | יז מִקּוֹל, מְחָרֵף וּמְגַדֵּף; מִפְּנֵי אוֹיֵב, וּמִתְנַקֵּם.                                               | à la voix de celui qui m’insulte et m’outrage, à la vue de l’ennemi et du vindicatif. | a voce exprobrantis et obloquentis a facie inimici et persequentis                                                                                                   |
| 18 | יח כָּל-זֹאת בָּאַתְנוּ, וְלֹא שְׁכַחֲנוּךָ; וְלֹא-שִׁקַּרְנוּ, בִּבְרִיתֶךָ.                                       | Tout cela nous arrive, sans que nous t’ayons oublié, sans que nous ayons violé ton alliance : | haec omnia venerunt super nos nec obliti sumus te et inique non egimus in testamento tuo                                                                             |
| 19 | יט לֹא-נָסוֹג אָחוֹר לִבֵּנוּ; וַתֵּט אֲשֻׁרֵינוּ, מִנִּי אָרְחֶךָ.                                           | Notre cœur ne s’est point détourné, nos pas ne se sont point éloignés de ton sentier, | et non recessit retrorsum cor nostrum et declinasti semitas nostras a via tua                                                                                        |
| 20 | כ כִּי דִכִּיתָנוּ, בִּמְקוֹם תַּנִּים; וַתְּכַס עָלֵינוּ בְצַלְמָוֶת.                                           | Pour que tu nous écrases dans la demeure des chacals, et que tu nous couvres de l’ombre de la mort. | quoniam humiliasti nos in loco adflictionis et cooperuit nos umbra mortis                                                                                            |
| 21 | כא אִם-שָׁכַחְנוּ, שֵׁם אֱלֹהֵינוּ; וַנִּפְרֹשׂ כַּפֵּינוּ, לְאֵל זָר.                                          | Si nous avions oublié le nom de notre Dieu, et étendu nos mains vers un dieu étranger, | si obliti sumus nomen Dei nostri et si expandimus manus nostras ad deum alienum                                                                                      |
| 22 | כב הֲלֹא אֱלֹהִים, יַחֲקָר-זֹאת: כִּי-הוּא יֹדֵעַ, תַּעֲלֻמוֹת לֵב.                                        | Dieu ne le saurait-il pas, lui qui connaît les secrets du cœur ? | nonne Deus requiret ista ipse enim novit abscondita cordis |
| 23 | כג כִּי-עָלֶיךָ, הֹרַגְנוּ כָל-הַיּוֹם; נֶחְשַׁבְנוּ, כְּצֹאן טִבְחָה.                                         | Mais c’est à cause de toi qu’on nous égorge tous les jours, qu’on nous regarde comme des brebis destinées à la boucherie.                                                                                | quoniam propter te mortificamur omni die aestimati sumus sicut oves occisionis                                                                                       |
| 24 | כד עוּרָה, לָמָּה תִישַׁן אֲדֹנָי; הָקִיצָה, אַל-תִּזְנַח לָנֶצַח.                                          | Réveille-toi ! Pourquoi dors-tu, Seigneur ? Réveille-toi ! ne nous repousse pas à jamais ! | exsurge quare dormis Domine exsurge et ne repellas in finem |
| 25 | כה לָמָּה-פָנֶיךָ תַסְתִּיר; תִּשְׁכַּח עָנְיֵנוּ וְלַחֲצֵנוּ.                                                 | Pourquoi caches-tu ta face ? Pourquoi oublies-tu notre misère et notre oppression ? | quare faciem tuam avertis oblivisceris inopiae nostrae et tribulationis nostrae                                                                                      |
| 26 | כו כִּי שָׁחָה לֶעָפָר נַפְשֵׁנוּ; דָּבְקָה לָאָרֶץ בִּטְנֵנוּ.                                                | Car notre âme est abattue dans la poussière, notre corps est attaché à la terre. | quoniam humiliata est in pulvere anima nostra conglutinatus est in terra venter noster                                                                               |
| 27 | כז קוּמָה, עֶזְרָתָה לָּנוּ; וּפְדֵנוּ, לְמַעַן חַסְדֶּךָ.                                                 | Lève-toi, pour nous secourir ! Délivre-nous à cause de ta bonté ! | exsurge adiuva nos et redime nos propter nomen tuum |

## Usages liturgiques

### Dans le judaïsme
- Le verset 9 se trouve dans la répétition de la Amidah pendant la célébration de Rosh Hashana[4].
- Des fragments des versets 14 et 23 forment un verset qui fait partie du Tachanun long récité le lundi et le jeudi[5].
- Le verset 27 est le sixième verset de Hoshia Et Amecha dans Pesukei Dezimra[6].

### Dans le christianisme

#### Chez les catholiques
Le Psaume 44 (43) est actuellement lu dans la liturgie des Heures le jeudi de la semaine IV.